# Min natt med Maud
Min natt med Maud (franska: Ma nuit chez Maud) är en fransk dramafilm från 1969 i regi av Éric Rohmer, med Jean-Louis Trintignant, Françoise Fabian, Marie-Christine Barrault och Antoine Vitez i huvudrollerna. Den handlar om en katolsk man som träffar en marxistisk vän som introducerar honom för en kvinna, och stannar över natten som fylls av filosofiska resonemang. Filmen tävlade vid Filmfestivalen i Cannes 1969. Den blev nominerad i kategorin Bästa utländska film vid Oscarsgalan 1970 och Bästa originalmanus vid Oscarsgalan 1971.

## Medverkande
- Jean-Louis Trintignant som Jean-Louis, ingenjör, 34 år
- Françoise Fabian som Maud, barnläkare
- Marie-Christine Barrault som Françoise, biologistuderande, 22 år
- Antoine Vitez som Vidal, lärare i filosofi
- Léonide Kogan som konsertviolinisten
- Anne Dubot som Vidals sällskap på utflykten
- Guy Léger som prästen